# Goldrush (Band)
Goldrush ist eine Indie-Pop-Band aus der Grafschaft Oxfordshire in England. Ihr Musikstil erinnert an Nick Drake, The Flaming Lips und Grandaddy. 

## Geschichte
Goldrush wurde von den Brüdern Robin und Joe Bennett unter dem Namen Whispering Bob gegründet, benannt nach dem in England sehr bekannten DJ „Whispering“ Bob Harris. Unter diesem Namen veröffentlichten sie bei ihrem eigenen Label Truck Records ihre erste EP Same Picture. Erst kurz bevor die Band 2001 bei Virgin Records unterschrieb, änderte sie den Bandnamen in Goldrush. Zunächst bestand die Band aus den Brüdern Robin und Joe Bennett, Garo Nahoulakian, Jef Clayton und G Roby. Allerdings verließ Jef Clayton 2003 die Band und wurde am E-Bass ersetzt durch Growler.
Ihr erster Longplayer Don't Bring Me Down erschien zwar noch 2002, aber Ende des Jahres wurde die Band von Virgin Records fallen gelassen. So brachten sie 2002 ihr nächstes Album Extended Play und 2004 die EP Ozona wieder bei ihrem eigenen Label Truck Records heraus. In den USA wurde 2005 von Better Looking Records eine Album-Version von Ozona veröffentlicht, die sich dort gut verkaufte. 2007 folgte das Album The Heart Is the Place, das die Band wieder selbst produzierte und vermarktete.

## Trivia
- Zum Bandnamen wurde Robin Bennett inspiriert, als er in einem SPAR-Laden arbeitend eines Tages DJ Whispering Bob bediente.
- Die EP Ozona ist nach einem gleichnamigen Ort in Texas benannt, in dem die Band auf Tour in den USA eine Autopanne hatte.
- Die Gebrüder Bennett veranstalten jährlich das Truck Festival mit Familie und Freunden auf der Hill Farm in Steventon, Oxfordshire.

## Diskografie

### Alben
- 2002: Don't Bring Me Down (Virgin Records/Truck Records)
- 2005: Ozona (Better Looking Records)
- 2007: The Heart Is the Place (Truck Records)

### EPs
- 2002: Pioneers (Virgin Records/Truck Records)
- 2002: Extended Play (Truck Records)
- 2004: Ozona (Truck Records)
- 2005: These Beautiful Ghosts (United For Opportunity) mit Mark Gardener
- 2007: Come On, Come On (Better Looking Records)

### Singles
- 2001: Same Picture (Truck Records)
- 2001: Love Is Here (Virgin Records/Truck Records)
- 2002: Same Picture (Virgin Records)
- 2002: Wide Open Sky (Virgin Records/Truck Records)
- 2003: Falling Out Into the Night (Truck Records) mit Mark Gardener
- 2005: Single (City Slang)
- 2007: Every One of Us (City Slang)